# Thomas Rowlandson
Thomas Rowlandson (Londra, 14 luglio 1756 – Londra, 22 aprile 1827) è stato un disegnatore e caricaturista inglese.

## Biografia
Studiò alla Royal Academy ed ebbe i primi successi con l'esibizione nel 1784 di un suo disegno ambientato nel quartiere londinese di Vauxhall. Si diede quindi all'illustrazione ed alla caricatura, con disegni talora con sfondo erotico;  nella sua vasta produzione compaiono illustrazioni di lavori di Smollett, Goldsmith e Sterne.
Non si occupò molto di politica, al contrario del suo contemporaneo James Gillray, ma illustrò con un tocco gentile i vari aspetti della vita comune. I suoi lavori più validi artisticamente sono quelli del primo periodo, ma anche negli ultimi lavori, talora pesantemente caricaturali, si possono cogliere aspetti validi.
Morì nella sua casa di Londra al numero 1 di James street e fu sepolto al cimitero di St Paul's in Covent Garden.

## Caricature

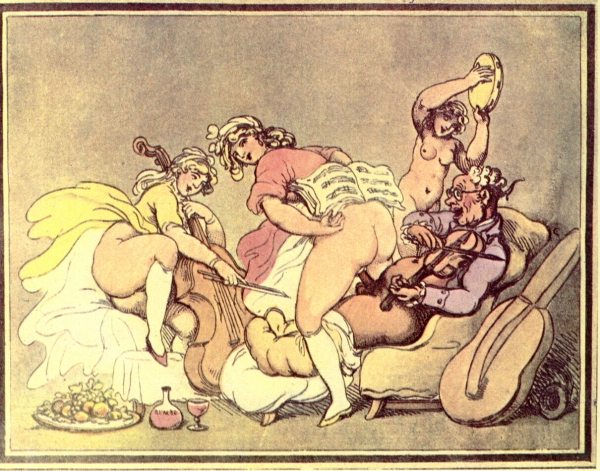
The Concert
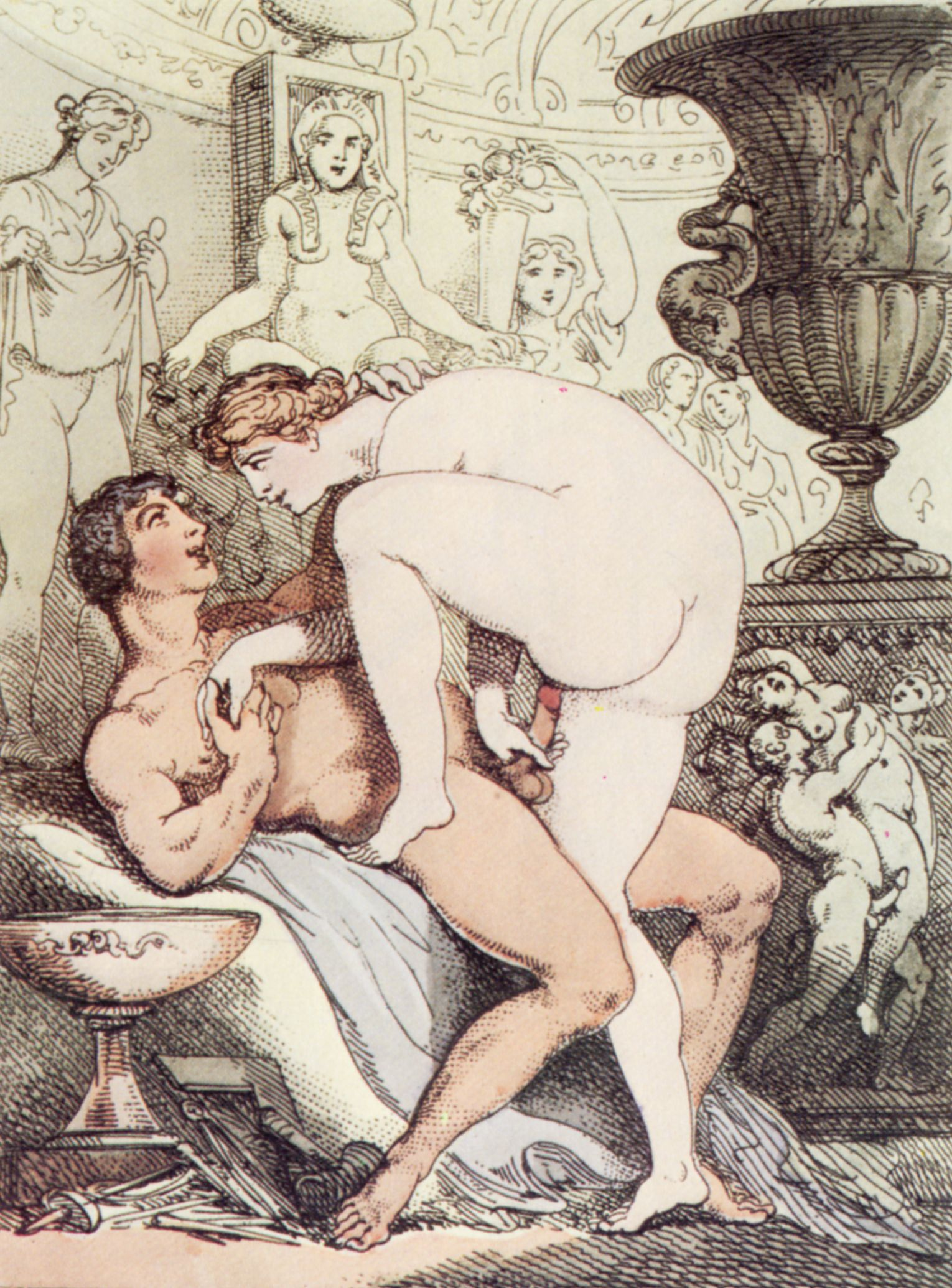
Modern Pygmalion
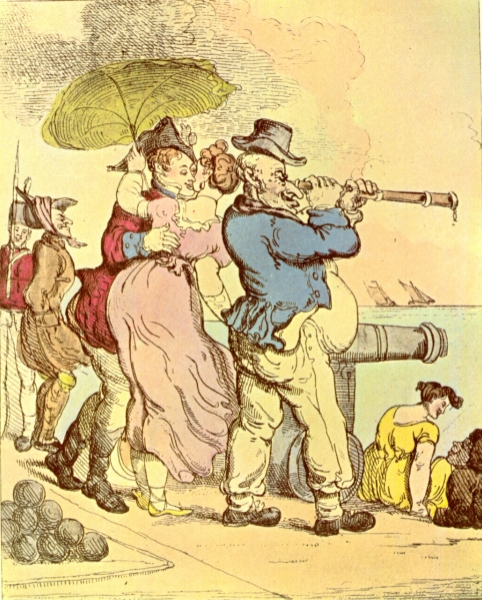
Stolen Kisses
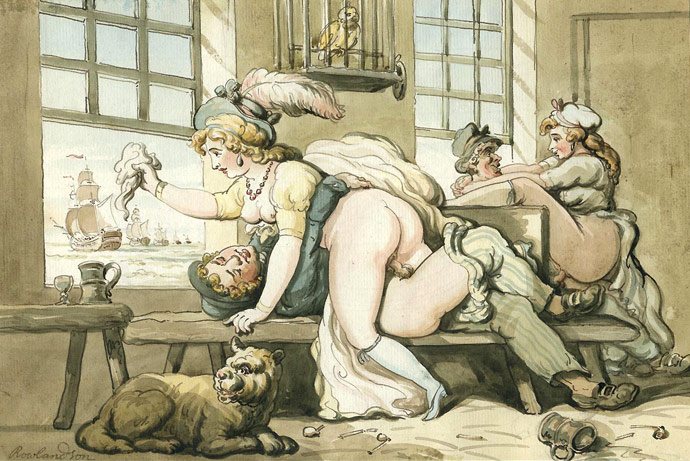
Goodbye
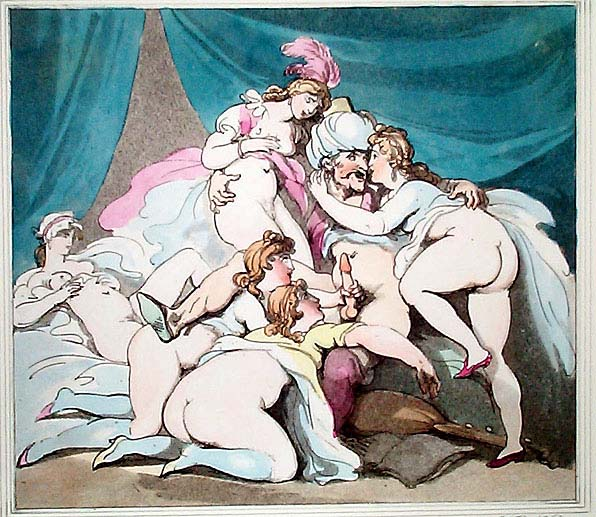
The Sultan